# رزفة (الدلنجات)
قرية رزفة هي إحدى القرى التابعة لمركز الدلنجات في محافظة البحيرة في جمهورية مصر العربية. حسب إحصاءات سنة 2006، بلغ إجمالي السكان في رزفة 9768 نسمة، منهم 5083 رجل و4685 امرأة.